# Gabriella Tóth
Gabriella Tóth (født. 23. september 1996) er en kvindelig ungarsk håndboldspiller som spiller for Kisvárdai KC og Ungarns kvindelandshold som playmaker.

## Meritter
- EHF Champions League:
  - Finalist: 2016
- Nemzeti Bajnokság I
  - Guld: 2016
- Magyar Kupa
  - Guld: 2016